# المضب (ملحان)

تعديل مصدري - تعديل

المضب هي إحدى قرى عزلة هباط بمديرية ملحان التابعة لمحافظة المحويت، بلغ تعداد سكانها 878 نسمة حسب تعداد اليمن لعام 2004.